# 5766 Carmelofalco
5766 Carmelofalco è un asteroide della fascia principale. Scoperto nel 1986, presenta un'orbita caratterizzata da un semiasse maggiore pari a 2,3019686 au e da un'eccentricità di 0,0851521, inclinata di 4,74406° rispetto all'eclittica.